# 赫拉斯特尼克

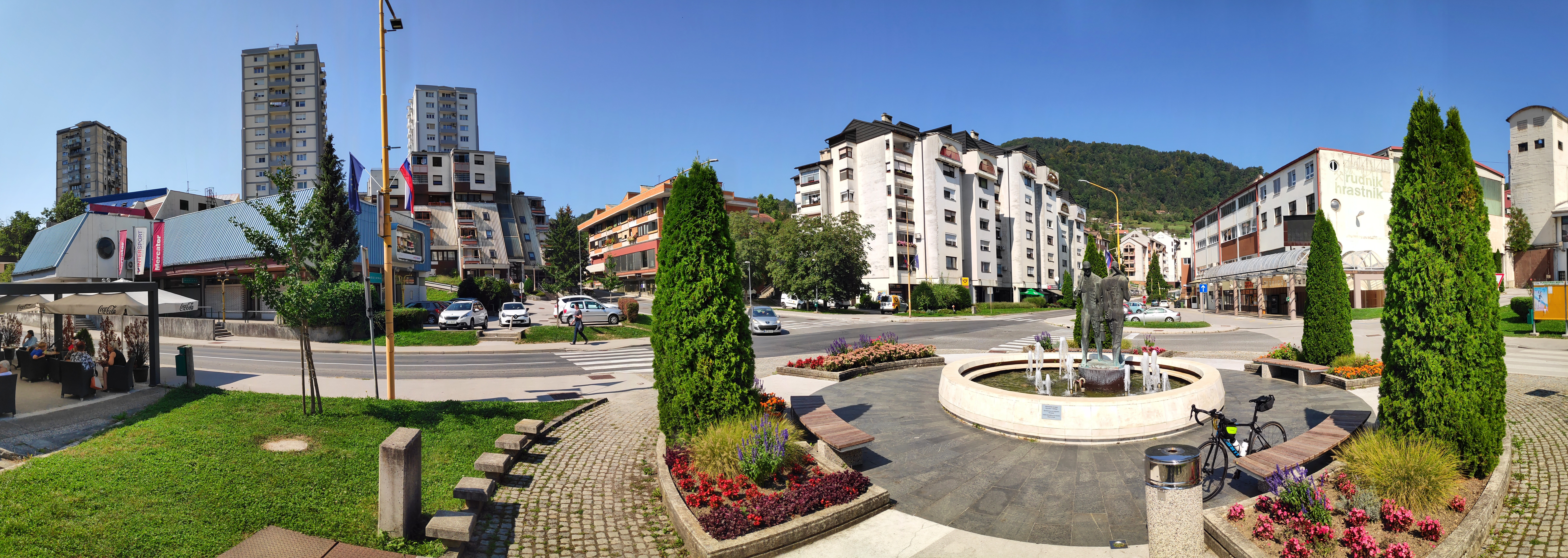
镇中心

赫拉斯特尼克是斯洛文尼亞中部赫拉斯特尼克市鎮的城鎮及行政中心，位於薩瓦河左支流畔，距離采列約15公里，面積5.8平方公里，2012年人口数量为5,561人，該地區蘊藏豐富的煤礦。

## 外部連結
- Hrastnik municipal site （页面存档备份，存于） (in Slovene)
- Hrastnik at Geopedia （页面存档备份，存于）
- Rudnik Trbovlje-Hrastnik （页面存档备份，存于）, coal mine (in Slovene)
- Hrastnik Glass Factory site （页面存档备份，存于）